# Editors Building
El Editors Building, también conocido como Kiplinger Building, es un hotel y antiguo edificio de oficinas histórico ubicado en Washington D. C.. La estructura de diez pisos fue construida entre 1949 y 1950, y originalmente fue construida como la sede de Kiplinger Washington Editors, una editorial de asesoramiento financiero con sede en la ciudad. Fue construido por el arquitecto Leon Chatelain Jr., radicado en D. C., y diseñado en el estilo clásico despojado, con una fachada en su mayoría sin adornos con una importante masa vertical. W. M. Kiplinger, el fundador de la empresa, era un ávido coleccionista de recuerdos del área de DC y exhibió su colección de 7000 piezas en el vestíbulo, los pasillos y las oficinas del Editors Building.
La editorial mantuvo su sede ubicada en el edificio hasta venderlo en 2011. Los nuevos propietarios mantuvieron intacto el exterior mientras destripaban el interior, y en 2013 reabrió sus puertas como hotel Hampton Inn. El edificio fue listado en el Registro Nacional de Lugares Históricos en 2015.

## Arquitectura
El Editors Building se construyó con una estructura de acero y hormigón y revestido de piedra caliza. En general, el edificio se ajusta a la estructura clásica de columnas, base, eje y capitel que era común en los edificios altos de oficinas de principios del siglo XX, pero se diferencia de ejemplos anteriores en su estilo clásico despojado más moderno y menos ornamentado. Tiene diez pisos de altura y consta de una base de dos pisos con cinco tramos y un eje de ocho pisos con un ancho de siete tramos. La base incluye una entrada central que presenta puertas dobles empotradas hechas de bronce rodeadas por un arquitrabe de granito rosa decorado con rosetas y rematado con un friso que contiene las palabras grabadas «THE EDITORS BUILDING» en mayúsculas sans-serif.
El eje del edificio carece en gran medida de adornos, con ventanas delimitadas verticalmente por los muros de piedra caliza y horizontalmente por enjutas de granito rosa. El resultado es una verticalidad enfatizada. De acuerdo con el estilo discreto del diseño, el capitel de la estructura es simplemente un ático de siete ventanas con una cornisa estriada. La elevación orientada al oeste del edificio consta de nueve tramos de ventanas dispuestas de manera similar a la fachada frontal. El lado este, sin embargo, se construyó sin ventanas, ya que se anticipó que la construcción posterior (lo que se convirtió en el edificio de Matomic Operating Company) lindaría con esa elevación.
El vestíbulo y el lobby del edificio fueron construidos con paredes y pisos de mármol gris Tennessee. Los ascensores del vestíbulo proporcionaban acceso al resto del edificio, incluida la oficina de W. M. Kiplinger en el noveno piso, la maquinaria de direccionamiento de sobres del editor en el cuarto y una pequeña bolera ubicada en el sótano.

## Historia
En 1920, W. M. Kiplinger, experiodista de Associated Press, formó la Agencia Kiplinger Washington en un intento de cerrar la brecha de información entre los inversores de Wall Street y los legisladores de la capital del país. Tres años más tarde inició la Kiplinger Washington Letter, una publicación periódica destinada a proporcionar a los intereses comerciales información sobre el funcionamiento del Tesoro y la Reserva Federal de Estados Unidos. Las suscripciones a la Letter aumentaron constantemente durante la década de 1930, ya que el periódico sirvió como medio para que las empresas estadounidenses comprendieran la legislación y las políticas del New Deal.
La sede de la agencia estaba ubicada en el National Press Club, pero con más de 200 empleados en la década de 1940, la empresa necesitaba alojamiento más grande. Kiplinger adquirió un terreno en Lafayette Square y recibió un permiso de construcción por valor de 1 millón de dólares. La empresa contrató a Leon Chatelain Jr., un arquitecto local responsable de muchos edificios residenciales, comerciales y de iglesias en el área, para diseñar la nueva estructura. El trabajo comenzó en 1949 y W. M. Kiplinger permaneció involucrado en el proceso, trabando amistad con el personal de construcción y aprendiendo varios trabajos en el sitio. Un informe de noticias contemporáneo afirmó que su trabajo «le valió 87 centavos después de las cuotas sindicales y la Seguridad Social».
Kiplinger hizo que cada persona que trabajó en la estructura pusiera su firma en una tela grande que luego fue enmarcada y colgada en el edificio. Invitados notables de la compañía, incluido Norman Rockwell, agregarían más tarde sus propias firmas a la pared. Tras la finalización del edificio en octubre de 1950, Kiplinger organizó una fiesta para los 800 trabajadores del sitio y les dio a cada uno un dólar de plata.
Desde la década de 1920, Kiplinger había coleccionado recuerdos relacionados con la historia de Washington D. C.. Con un total de más de 7000 artículos, la colección se consideraba una de las más grandes de Washington de propiedad privada. Kiplinger decoró las paredes del vestíbulo, los pasillos y una sala de exposición del edificio de oficinas con gran parte de la colección, y una sala de archivos en el lugar contenía más. A los nuevos empleados se les permitió visitar los archivos con un curador y elegir piezas para exhibir en sus oficinas. Ocasionalmente, la agencia puso a disposición del público exhibiciones de la colección en el edificio.
La continua expansión de la empresa requirió la construcción de un segundo edificio a finales de la década de 1950, éste situado en las afueras de D. C.. Cien empleados permanecieron en el Editors Building, y mientras la empresa alquilaba algo de espacio allí a otras empresas, la Agencia Kiplinger siguió siendo el inquilino principal del sitio hasta el siglo XXI. En 2011, la empresa se mudó a una ubicación de Franklin Square anteriormente utilizada por Associated Press y, al año siguiente, el Editors Building se vendió a un desarrollador con sede en Carolina del Sur.
Los nuevos propietarios realizaron una renovación importante para convertir el edificio en un hotel Hampton Inn. Aparte de un toldo añadido a la entrada, el exterior de la estructura se mantuvo prácticamente intacto, pero el interior sufrió una revisión casi completa. Un área que se conservó fue la antigua oficina del noveno piso de Kiplinger. La habitación con paneles de nogal, chimenea y repisa se convirtió en una penthouse. También se conservó la pared que contenía las firmas de los trabajadores del edificio y de otros huéspedes, y en el hotel se exhibieron piezas de la colección de arte de Kiplinger. En 2015, el edificio fue incluido en el Registro Nacional de Lugares Históricos.